# 男と女2
『男と女2 -TWO HEARTS TWO VOICES-』（おとことおんな ツー）は、2009年10月28日に発売された稲垣潤一2枚目のデュエット・アルバム（CD規格品番：UICZ-4214）。

## 解説
11人の女性アーティストとのデュエットによる2枚目となるアルバム。前作デュエット・アルバム『男と女 -TWO HEARTS TWO VOICES-』に続き、松任谷由実、オフコース、今井美樹および稲垣自身のオリジナル楽曲は、それぞれ前作とは異なる作品が採用・収録された。前作同様、オリジナルの歌手とのデュエットが1曲（森高千里）、オリジナルの歌手が別楽曲にてデュエットしたものが1曲（小林明子）、それぞれ収録されている。11曲目は「クリスマスキャロルの頃には」を広瀬香美とデュエット。オリジナルカラオケCDが付いた2枚組の『男と女2 -TWO HEARTS TWO VOICES- Special Edition』が、同日発売（CD2枚組）:UICZ-4215/6）。本作を含む「男と女」シリーズにより稲垣とレコード会社が2009年日本レコード大賞企画賞受賞。

## 収録曲
1. 雨 （duet with 森高千里）
  - 作詞；森高千里　作曲：松浦誠二　編曲：清水信之
  - オリジナルは森高千里。1990年9月10日リリース
  - 森高千里 by the courtesy of UP-FRONT WORKS Co., Ltd.
2. 悲しみは雪のように （duet with 中村あゆみ）
  - 作詞・作曲：浜田省吾　編曲；佐藤準
  - オリジナルは浜田省吾。1992年2月1日リリース
  - 中村あゆみ by the courtesy of Sony Music Direct(Japan) Inc.
3. 世界中の誰よりきっと （duet with 寺田恵子）
  - 作詞：上杉昇・中山美穂　作曲：織田哲郎　編曲：佐藤準
  - オリジナルは中山美穂&WANDS。1992年10月28日リリース
4. 真夏の夜の夢 （duet with 岡本真夜）
  - 作詞・作曲：松任谷由実　編曲：大坪稔明
  - オリジナルは松任谷由実。1993年7月26日リリース
5. 夢の途中 （duet with 沢田知可子）
  - 作詞：来生えつこ　作曲：来生たかお　編曲：大坪稔明
  - オリジナルは来生たかお。1981年11月21日リリース
  - 沢田知可子 by the courtesy of TOKUMA JAPAN COMMUNICATONS CO., LTD.
6. けんかをやめて （duet with 小林明子）
  - 作詞・作曲：竹内まりや　編曲；清水信之
  - オリジナルは河合奈保子。1982年9月1日リリース
  - 竹内まりやセルフカバーは1987年8月12日リリースアルバム『REQUEST』収録。
7. YES-NO （duet with 藤田恵美）
  - 作詞・作曲：小田和正　編曲：佐藤準
  - オリジナルはオフコース。1980年6月21日リリース
  - 藤田恵美 by the courtesy of Leafage jazz / PONY CANYON INC.
8. フレンズ （duet with 遊佐未森）
  - 作詞：NOKKO　作曲：土橋安騎夫　編曲：大坪稔明
  - オリジナルはレベッカ。1985年10月21日リリース
  - 遊佐未森 by the courtesy of YAMAHA MUSIC COMMUNICATIONS CO., LTD.
9. PRIDE （duet with 大橋純子）
  - 作詞・作曲：布袋寅泰　編曲：鳥山雄司
  - オリジナルは今井美樹。1996年11月4日リリース
  - 大橋純子 by the courtesy of VAP Inc.
10. 恋におちて -Fall in love- （duet with 尾崎亜美）
  - 作詞：湯川れい子　作曲：小林明子　編曲：佐藤準
  - オリジナルは小林明子。1985年8月31日リリース
11. クリスマスキャロルの頃には （duet with 広瀬香美）[3]
  - 作詞・秋元康　作曲・三井誠　編曲・鳥山雄司
  - オリジナルは稲垣潤一。1992年10月28日リリース
  - 広瀬香美 by the courtesy of Victor Entertainment Inc.

## 参照
1. ↑  前作では荒井由実名義を含めると2曲収録されていた。
2. ↑  加えて、本作では竹内まりやが楽曲提供した曲をセルフカバーしたものも収録している。前作は、竹内自身のオリジナル曲であったものが収録されていた。
3. 1 2  「稲垣潤一&広瀬香美」名義で2009年11月18日にシングルカットされた。